# حديقة كهوف ريكوود العامة
حديقة كهوف ريكوود العامة (بالإنجليزية: Rickwood Caverns State Park)‏؛ هي مجموعة من الكهوف التي تقع في مقاطعة بلونت في الولايات المتحدة. وهي إحدى الحدائق العامة في ولاية ألاباما.

## السياحة
تعد «حديقة كهوف ريكوود العامة» إحدى مواقع الجذب السياحي في مقاطعة بلونت في ولاية ألاباما الأمريكية.